# إيفان كانو
إيفان كانو (بالإسبانية: Ivan Cano)‏ (1987 - ) هو ملاكم مكسيكي، صنّف ضمن فئة وزن الخفيف.

## روابط خارجية
- إيفان كانو على موقع بوكس ريك (الإنجليزية) (registration required)